# Agroeca debilis
Agroeca debilis är en spindelart som beskrevs av O. Pickard-Cambridge 1885. Agroeca debilis ingår i släktet Agroeca och familjen månspindlar. Inga underarter finns listade i Catalogue of Life.